# ハンス・ショル

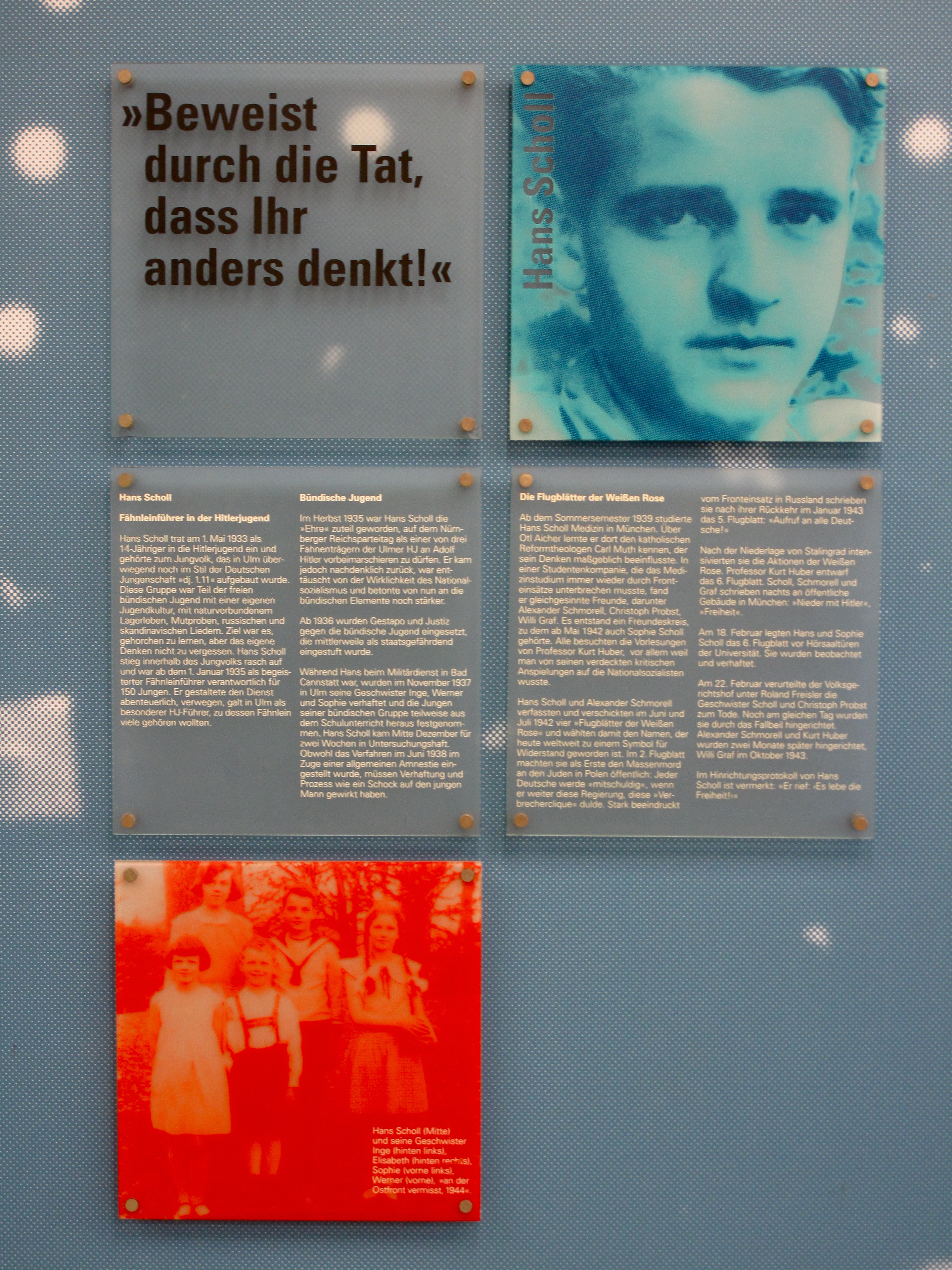
ハンス・ショル「君たちが違う事を考えていると、行動によって証明するのだ！」

ハンス・ショル（ドイツ語: Hans Scholl, 1918年9月22日 - 1943年2月22日）は、白バラ抵抗運動のメンバーの一人。非暴力によってナチス・ドイツに抵抗するも国家反逆罪により、民族裁判所で妹のゾフィー・ショル、クリストフ・プロープストとともに死刑判決を受け、斬首刑によって処刑された。

## 生い立ち
ハンスは、1918年にフォルヒテンベルクの市長である父ローベルト、母マクダネーレの5人兄弟の2番目の子どもとしてクライルスハイムで生まれた。ハンスの場合、ゾフィーとは異なり、当初はヒトラーユーゲントに対して魅せられ、リベラリストである父ローベルトと激しく対立した。父ローベルトはナチスはワイマール共和国の政情の不安定を利用し、愛国心と国家主義を故意に混同せしめて、煽動したことで政権を獲得したに過ぎないと判断したのに対し、ハンスは失業者が減り、経済も上昇しているのはナチスの軍需産業によるところであるとして断固ナチスを支持した。そして、ハンスは姉のインゲら兄弟らをヒトラーユーゲントへ加入させるのに成功した。
ヒトラーユーゲントに入ったハンスは入団当初は新しい時代の担い手の一人なのだとして高揚感があった。1936年のニュルンベルクで毎年開催されるナチス党大会に代表の一人として旗を掲げ、行進することが許された。しかし、そこでナチの旗による派手派手しいアピールや親衛隊らの行進、繰り返されるシュプレヒコールによってヒトラーユーゲントに疑念を抱くようになった。また、ロシア民謡やノルウェー民謡が他民族の民謡、特にロシアの場合には共産主義ソ連の歌謡であるとして禁止されたこと、またドイツ人であってもユダヤ人の詩であるハイネの詩を禁じられたことにも疑念を抱くようになった。
そして鉤十字のナチスの旗に代わる中隊独自の旗を作成した際に、上級指導者にその旗を取り上げられそうになり、それに対して中隊のメンバーが抗議をしたためそれにあわせる形で上級指導者とつかみ合いとなり、ハンスはヒトラーユーゲントから離反することとなった。
ヒトラーユーゲントから離れたハンスはdj.1.11というナチス・ドイツのやり方についていけない青少年団体が密かに結成した組織に参加した。その会では、ヒトラーユーゲントと異なり、ヒッチハイクでスウェーデン、フィンランド、シチリアなどに旅行したほか、キャンプでジプシーのメロディ、スカンジナビア、ロシアの歌などナチス・ドイツで禁じられた歌を謳ったり、ナチスによって禁止された本なども読んだりした。この活動に対する取り締まりが1937年に行われ、兄弟のインゲ、ゾフィー、ヴェルナーが拘束された。ハンスは軍隊に入っていたために一時的に拘束を免れたもののシュトゥットガルト郊外カシンシュタットで逮捕された。幸い中隊長の好意によって5週間後に解放されたものの、この事件はハンスにヒトラーへの態度は賛成か反対かしかないと考えさせるようになった。
騎兵隊の軍務の後、1938年秋から半年間テゥービンゲンの衛生学校に入った後、1939年4月ミュンヘン大学医学部に入学したものの、5月にフランス派遣軍の衛生隊に所属し、野戦病院で働き、10月に学生中隊に配属され、そこで後に白バラ抵抗運動の一員となるアレクサンダー・シュモレルと出会い、シュモレルとともに白バラ抵抗運動の最初の核を立ち上げることとなる。